# Amblycerus vitis
Amblycerus vitis är en skalbaggsart som först beskrevs av Schaeffer 1907.  Amblycerus vitis ingår i släktet Amblycerus och familjen bladbaggar. Inga underarter finns listade i Catalogue of Life.